# Drink It Down
"Drink it Down" é o trigésimo quinto single da banda japonesa de rock L'Arc~en~Ciel, lançado em 2 de abril de 2008 pela Ki/oon Music. O single estreou na primeira posição na parada Oricon Singles Chart e foi classificado como o 52° single mais vendido em 2008 no Japão. É a música tema do jogo Devil May Cry 4.

## Faixas
Todas as letras escritas por Hyde. 
| N.º            | Título                                                | Música         | Duração |  |
| 1.             | "Drink It Down"                                       | yukihiro       | 4:05    |  |
| 2.             | "Dune 2008" (P'unk~en~Ciel)                           | tetsu          | 4:11    |  |
| 3.             | "Drink It Down (Hydeless Version)"                    | yukihiro       | 4:05    |  |
| 4.             | "Dune 2008 (Tetsu P'unkless Version)" (P'unk~en~Ciel) | tetsu          | 4:37    |  |
| Duração total: | Duração total:                                        | Duração total: | 16:30   |  |

## Desempenho
| Parada (2008) | Melhor posição |
| ------------- | -------------- |
| Oricon        | #1             |

## Ficha técnica
- Hyde – vocais
- Ken – guitarra
- Tetsu – baixo
- Yukihiro – bateria